# Gómez Palacio
Gómez Palacio ist eine Stadt im Nordosten von Durango in Mexiko. Sie ist der Hauptort des Municipio Gómez Palacio und grenzt an den Bundesstaat Coahuila. Die Stadt ist nach dem ehemaligen Gouverneur von Durango Francisco Gómez Palacio y Bravo benannt.
Die Stadt ist der Sitz des Bistums Gómez Palacio.

## Geschichte
Seit der ersten Hälfte des 17. Jahrhunderts gehörte das Land innerhalb des Dreiecks, das von San Juan de Casta (heute Leon Guzman), Santiago de Mapimí (Mapimí) und Santa Maria de las Parras (Parras) gebildet wurde, zum Besitz des Marquis von Aguayo und wurde Hacienda de San Lorenzo de la Laguna genannt.
Nach mehreren Änderungen wurden die Ländereien 1848 von Juan Ignacio Jimenez aus Cuencame erworben. Der Kauf umfasste die Einmündung des Flusses Nazas (Cañon de Calabazas), wo er den Calabazas-Staudamm und ein System von Kanälen und Gräben zur Bewässerung der Ländereien der Haciendas von Sacramento, Noé, Santa Rosa, Torreón und San Ignacio baute.
Im Jahr 1880 verkauften seine Nachfolger diese Grundstücke an einen seiner Manager, den spanischen Landwirt Santiago Lavín Cuadra. Im Jahr 1885 entwarf Lavín die Blöcke, die den Beginn der Stadt bilden sollten. Er schuf einen öffentlichen Platz in der Hidalgo-Straße (heute Independencia) und bot denjenigen, die sich bereit erklärten, Bäume zu pflanzen, um der Region ein anderes Aussehen zu geben, kostenloses Land an. Die erste Urkunde wurde am 15. September 1885, dem heutigen Gründungsdatum der Stadt, unterzeichnet. Lavín benannte die Stadt zu Ehren von Francisco Gómez Palacio für seine zahlreichen Leistungen als Gouverneur, Bundesabgeordneter, Innenminister und als Beamter in der Regierung von Benito Juárez.
Die Stadt wurde am 21. Dezember 1905 durch den Staatskongress mit dem Dekret Nr. 60 offiziell anerkannt.
Der Eisenbahnunfall von Gómez Palacio 1955 kostete 65 Menschen das Leben, als zwei Lastkraftwagen, die beide Dynamit geladen hatten, mit einem Zug zusammenstießen.

## Wirtschaft
Bei der Gründung der Stadt trat Cuadra Land an die mexikanische Zentralbahn ab, damit diese einen Ringlokschuppen und Werkstätten bauen konnte mit dem Ziel, die Stadt zu einem wichtigen Eisenbahnknotenpunkt auszubauen. Im Jahr 1907 übertrug ein US-amerikanisches Unternehmen seine Jimulco-Anlagen an Gómez Palacio, und es wurden Terminals für Personen- und Güterzüge errichtet. Im Laufe der Zeit kamen etwa 2.000 Arbeiter an. Die Züge wurden von amerikanischem Personal bedient, das nach und nach mexikanische Arbeiter für den Betrieb der Züge ausbildete. Die mexikanischen Arbeiter besetzten die von den ausscheidenden Amerikanern frei gewordenen Stellen, und bis 1910 waren alle Stellen mit Mexikanern besetzt.
Die Stadt wurde zu einem der größten Eisenbahnzentren des Landes, was die bereits blühende Entwicklung förderte. Der Ausbruch der revolutionären Kampfe im 20. Jahrhundert führte zur Schließung vieler Industrien und Unternehmen, von denen vor allem die Handarbeiter betroffen waren. Viele Jahre lang war die Eisenbahn die Hauptstütze der lokalen Wirtschaft. Der Ringlokschuppen, die Werkstätten und Terminals wurden später nach Torreon in Coahuila verlegt.
Die Installation des Francke-Kraftwerks im Jahr 1930 gab der Industrialisierung einen erheblichen Impuls. Gómez Palacio beherbergt mehrere Industrieparks, darunter den neueren Park Gómez Palacio Americas, den Harrier Industrial Park mit 588 Unternehmen und die Zone der internationalen Konnektivität, Laguna für den internationalen Handel. Die Stadt ist der Hauptsitz des Milchunternehmens Grupo Lala.

## Söhne und Töchter der Stadt
- Alfredo Morales Zapata (* 1952), Fußballspieler
- Lourdes Maldonado (1955–2022), Journalistin
- Jesús Chong (* 1965), Boxer
- Marco Antonio Rubio (* 1980), Boxer
- Rodolfo Salinas (1987), Fußballspieler
- Desirée Monsiváis (* 1988), Fußballspielerin
- Andrade Almas (* 1989), Wrestler